# Южний (Червоногвардійський район)
Ю́жний (рос. Южный) — селище у складі Червоногвардійського району Оренбурзької області, Росія.

## Населення
Населення — 23 особи (2010; 106 у 2002).
Національний склад (станом на 2002 рік):
- казахи — 46 %
- росіяни — 36 %